# Arctia fumosa
Arctia fumosa är en fjärilsart som beskrevs av Hörhammer 1928. Arctia fumosa ingår i släktet Arctia och familjen björnspinnare. Inga underarter finns listade i Catalogue of Life.